# Reggae punk
Reggae punk é um gênero da música punk que caracteriza-se pela fusão entre o punk rock e o reggae jamaicano criado no fim da década de 1970. A primeira banda punk com traços de reggae foi o The Clash que mostra essa influência no seu cover de "Police and Thieves", de Junior Murvin, e as músicas "Bankrobber", "The Guns of Brixton" e "(White Man) In Hammersmith Palais". O Bad Brains foi responsável por fundir o reggae com o hardcore punk, apesar da banda também ter influências do jazz, do heavy metal e do funk de raiz.
O reggae punk está intimamente relacionado com o ska punk, ambos resultantes devido ao contato que os punks e os imigrantes jamaicanos tinham na Inglaterra. Graças a essa ligação, houve uma grande troca cultural, não só musicalmente, mas também na ideologia e até mesmo em crenças e costumes durante a década de 1970. No começo de 1977, Bob Marley & The Wailers, foram a Londres e conheceram de perto a cena punk local e bandas como The Clash. Inspirado, Marley gravou a música Punk Reggae Party, produzida por seu amigo Lee Perry, que vivia em Londres na época. Inspirados em Bob Marley e no punk rock, integrantes das bandas Eddie, Bonsucesso Samba Clube, Mundo Livre, Variant TL e Comadre Fulozinha se juntaram pra tocar clássicos do punk rock e do reggae brasileiro e internacional com arranjos próprios, sendo eles reggae, punk rock, dub ou a mistura dos três estilos .